# Martin Schmitt
Martin Schmitt,  nemški smučarski skakalec,  * 29. januar 1978, Villingen Schwenningen, Nemčija.

## Uspehi
Schmittov prvi vidnejši dosežek je bila ekipna bronasta medalja na svetovnem prvenstvu v Trondheimu leta 1997. Na olimpijskih igrah v Naganu leto dni kasneje je bil prav tako z ekipo še srebrn. Nato pa se je v sezoni 1998/99 začela njegova dominanca v smučarskih skokih, poleg tega pa je še postal svetovni prvak tako na veliki skakalnici kot tudi z nemško ekipo v  Ramsauu. Dosežek je ponovil tudi v sezoni 1999/00, ko je obranil mesto zmagovalca svetovnega pokala. Sezono  2000/01 je končal drugi, takoj za prihodnjim dominatorjem Adamom Małyszom.
V teh sezonah sta skupaj z rojakom Svenom Hannawaldom krojila svetovni pokal. Za zaključek tega obdobja pa je osvojil še zlati medalji (posamično in ekipno) na svetovnem prvenstvu v Lahtiju 2001 ter zlato olimpijsko medaljo v Salt Lake Cityu 2002. Skupaj je Schmitt osvojil 28 zmag, od tega 10 v sezoni 1998/99, 11 v 1999/00, 6 v 2000/01 in še eno v 2001/02.

## Skakalna kriza
Po končani sezoni 2001/02 se je Schmitt poškodoval, padal v vse globljo krizo, pogosto se tudi ni uvrščal na tekme za svetovni pokal, grozil pa mu je tudi izpad iz nemške A ekipe. Schmitt se je s svojimi rezultati že dotaknil nebes, potem pa padel v pekel. Kljub mnogim treningom se nikoli ni približal najboljšim, nekajkrat je posegel med deseterico, kaj več mu pa ni uspelo. Kljub temu je bil uvrščen v ekipo za ekipno tekmo na svetovnem prvenstvu v Oberstdorfu leta 2005.
Sezono 2006/07 je začel dokaj vzpodbudno. Na tekmi v Lahtiju je osvojil 3. mesto, s tem pa je prekinil petletni post neuvrščanja na zmagovalni oder. V sezoni 2008/09 pa se je Schmitt vrnil v svetovni vrh in postal tudi svetovni podprvak na veliki skakalnici, za Andreasom Küttlom, na svetovnem prvenstvu v Libercu. V tej sezoni je osvojil dve tretji mesti in še veliko uvrstitev med prvih 5 in 10  na tekmah svetovnega pokala. Skozi celotno sezono je nizal dobre rezultate in kazal konstantno formo in temu primerno je sezono tudi končal med najboljših 10, natančneje na 6.mestu.